# 청주 구룡사 사적비
청주 구룡사 사적비(淸州 九龍寺 事蹟碑)은 충청북도 청주시 상당구, 청주 상당산성 남문 앞에 있는 조선시대의 석비이다. 2009년 3월 6일 충청북도의 유형문화재 제299호로 지정되었다.

## 개요
이 비석은 청주 상당산성 안에 있었던 구룡사의 역사를 알리기 위하여 조선 영조 40년(1764년)에 은재거사가 비문을 짓고 글씨를 써서 세운 사적비이다. 비문에는 숙종 46년(1720년)에 충청도 병마절도사 이태망과 우후 홍서일이 군영의 건물을 신축하고 연못을 축조할 때, 도천 스님이 구룡사를 창건하였으며 영조 19년에 극락보전을 완성하였다는 사실이 기술되어 있다. 또한 숙종 42년(1716년)에 절도사 유성추가 상당산성을 개축하고 군사적 요충지를 삼았다는 등의 산성 관련 내용들이 보여 상당산성과 구룡사를 연구하는데 중요한 자료이다. 구룡사는 이미 없어지고 그 터에 남아있던 이 사적비만 남문 앞에 옮겨져 지금에 이른다. 비의 형태는 낮은 받침돌 위에 높이 133cm, 폭 56cm, 두께 23cm의 비석을 세우고 그 위에 한옥 모양의 지붕돌을 얹었다.

## 같이 보기
- 청주 상당산성 - 대한민국의 사적 제212호

## 참고 자료
- 청주 구룡사 사적비 - 국가유산청 국가유산포털